# Médaille Daniel-Giraud-Elliot
La médaille Daniel-Giraud-Elliot est une distinction scientifique décernée par la National Academy of Sciences (académie des sciences des USA) pour des travaux importants dans le domaine de la zoologie ou de la paléontologie. Elle célèbre la mémoire de Daniel Giraud Elliot (1837-1915), zoologiste américain.

## Liste des lauréats

### 1917 à 1919
- 1917 : Frank Michler Chapman
- 1918 : William Beebe
- 1919 : Robert Ridgway

### 1920 à 1929
- 1920 : Othenio Abel
- 1921 : Bashford Dean
- 1922 : William Morton Wheeler
- 1923 : Ferdinand Canu
- 1924 : Henri Breuil
- 1925 : Edmund Beecher Wilson
- 1926 : Erik Stensiö
- 1928 : Ernest Thompson Seton
- 1929 : Henry Fairfield Osborn

### 1930 à 1939
- 1930 : George E. Coghill (en)
- 1931 : Davidson Black
- 1932 : James Paul Chapin
- 1933 : Richard Swann Lull
- 1934 : Theophilus Painter
- 1935 : Edwin Harris Colbert
- 1936 : Robert Cushman Murphy
- 1937 : George Howard Parker
- 1938 : Malcolm Robert Irwin (en)
- 1939 : John Howard Northrop

### 1940 à 1949
- 1940 : William B. Scott
- 1941 : Theodosius Dobzhansky
- 1942 : D'Arcy Thompson
- 1943 : Karl Lashley
- 1944 : George G. Simpson
- 1945 : Sewall Wright
- 1946 : Robert Broom
- 1947 : John Thomas Patterson (en)
- 1948 : Henry Bryant Bigelow
- 1949 : Arthur Cleveland Bent

### 1950 à 1959
- 1950 : Raymond Carroll Osburn (en)
- 1951 : Libbie Hyman
- 1952 : Archie Fairly Carr
- 1953 : Sven P. Ekman
- 1955 : Herbert Friedmann
- 1956 : Alfred Sherwood Romer
- 1957 : P. Jackson Darlington Jr. (en)
- 1958 : Donald R. Griffin

### 1960 à 1996
- 1965 : George G. Simpson
- 1967 : Ernst Mayr
- 1971 : Richard Alexander
- 1976 : Howard Ensign Evans
- 1979 : G. Arthur Cooper et Richard E. Grant
- 1984 : George Evelyn Hutchinson
- 1988 : Jon Edward Ahlquist et Charles Gald Sibley
- 1992 : George Christopher Williams
- 1996 : John Whittle Terborgh

### 2000 -
- 2000 : Geerat J. Vermeij (en)
- 2004 : Rudolf Raff
- 2008 : Jennifer A. Clack
- 2012 : Jonathan Losos (en)